# メレスアンク2世
メレスアンク2世（「命を愛する者」の意）は、古代エジプト、第4王朝の王妃。彼女の名前は日本語ではメルサンクとも表記される。

## 家族
明示的にそう書かれた記録があるわけではないが、メレスアンク2世のマスタバ墓でクフ王と王妃メリタテス1世に言及されていることからメレスアンク2世の両親はクフとメリタテスであると想定されている。この仮定が正しければ、メレスアンク2世は王子カワブと王妃ヘテプヘレス2世の同母姉妹である。彼女はまた宮廷長アケトヘテプ（アクティヘテプ）と結婚した王女メリタテス2世の姉妹でもある。メレスアンク2世は曾祖母メレスアンク1世と同じ名前を持っていた。メレスアンク1世はスネフェルの母である。メレスアンク3世はメレスアンク2世の姪に当たる。
メレスアンク2世は異母兄弟のホルバエフと結婚したと想定されている。彼等の子供にはジャティ、ネフェルトカウ3世、ネブティ・テピテスがいる。
| U29 | t | A | i | i |

| U29 | t | A | i | i |

| nfr | t | kA | w |

| nfr | t | kA | w |

| i | i | nfr |

| i | i | nfr |

| G16 | tp | it | a |

| G16 | tp | it | a |

夫であるホルバエフは王ではないが、メレスアンク2世は王妃の称号を持っている。このことから一般にホルバエフの死後、メレスアンク2世は王と再婚したと想定されている。彼女が再婚したのは異母兄弟のジェドエフラーまたはカフラーである可能性がある。

## 称号
メレスアンク2世の称号
- 偉大なる錫杖[5]（wrt-hetes）
- ホルスとセトを見る者（m33t-hrw-stsh）
- 王の妻（hmt-nisw）
- ホルスの従者（kht-hrw）
- 王の肉体の娘（s3t-niswt-nt-kht.f）[6]

## 墓と埋葬
メレスアンク2世は二連のマスタバ墓G 7410-7420に、最初の夫ホルバエフと共に埋葬されている。この墓はレイズナーによって発掘された。メレスアンク2世は二つの部屋がある立坑（G 7410B）に埋葬されていた。ホルバエフは立坑G 7420Aに埋葬されていた。
メレスアンク2世のサルコファガス（石棺）は1927年の発掘中に発見され墓から取り出された。今ではボストン美術館にある。このサルコファガスは赤い花崗岩で造られており、四方全てに碑文がある。BMFAによって提供された写真は長方形の石棺を映している。側面は宮殿のファザードの彫刻によって飾られており、中央には宮殿の扉がある。宮殿のファザードの左には「王の肉体の娘、メレスアンク（sat nesu n khetef mr.s.ankh）」と刻まれており、右側にはこの女性を「ホルス、王の妻メレスアンク」とする碑文がある。
メレスアンク2世のサルコファガスは蓋の上と副葬品のリストの末尾にあるジャッカルの姿をしたアヌビス神の図像で装飾されている

## 関連記事
- エジプト第4王朝#系図